# Hòa Định Đông
Hòa Định Đông là một xã thuộc huyện Phú Hòa, tỉnh Phú Yên, Việt Nam.

## Địa lý
Xã Hòa Định Đông có diện tích 12,02 km², dân số năm 2007 là 5.136 người, mật độ dân số đạt 427 người/km².

## Hành chính
Xã Hòa Định Đông gồm 2 thôn : 
- Thôn Định Thành
- Thôn Định Thái